# Leucodon coreensis
Leucodon coreensis är en bladmossart som beskrevs av Jules Cardot 1904. Leucodon coreensis ingår i släktet Leucodon och familjen Leucodontaceae. Inga underarter finns listade i Catalogue of Life.